# Aridefferia cuervana
Aridefferia cuervana là một loài ruồi trong họ Asilidae. Aridefferia cuervana được Hardy miêu tả năm 1943. Loài này phân bố ở vùng Tân Bắc giới.